# Sundströmstjärnen, Lappland
Sundströmstjärnen är en sjö i Jokkmokks kommun i Lappland och ingår i Luleälvens huvudavrinningsområde.